# Distrito electoral federal 26 de la Ciudad de México
El XXVI Distrito Electoral Federal de Ciudad de México fue un antiguo distrito de Ciudad de México que existió entre 1973 y 2017. Fue suprimido durante el proceso de distritación de 2017 por criterios demográficos.

## Distritaciones anteriores

### Distritación 1978 - 1996
Con la distritación de marzo de 1978, el XXVI Distrito se ubicó dentro del territorio de la delegación Iztapalapa.

### Distritación 2005 - 2017
El Distrito XXVI se encuentra localizado en la zona suroeste de la ciudad, está formado por la totalidad del territorio de la delegación Magdalena Contreras y el sector sureste de la delegación Álvaro Obregón.

### Distritación 1996 - 2005
De 1996 a 2005 el Distrito XXVI se encontraba en la misma zona del Distrito Federal, pero su integración variaba, la formaba igualmente la totalidad de La Magdalena Contreras, pero la zona de Álvaro Obregón que formaba parte de él era diferente, siendo esta el extremo suroeste de la Delegación, su zona rural en el Ajusco.

## Diputados por el distrito
| Diputado                       | Grupo parlamentario | Legislatura | Periodo     |
| ------------------------------ | ------------------- | ----------- | ----------- |
| Carlos Sansores Pérez          |                     | XLIX        | 1973 - 1976 |
| Humberto Serrano Pérez         |                     | L           | 1976 - 1979 |
| Marcos Medina Ríos             |                     | LI          | 1979 - 1982 |
| Ignacio Cuauhtémoc Paleta      |                     | LII         | 1982 - 1985 |
| Manuel Germán Parra Prado      |                     | LIII        | 1985 - 1988 |
| Jorge Schiaffino Isunza        |                     | LIV         | 1988 - 1991 |
| Alberto Célis Velasco          |                     | LV          | 1991 - 1994 |
| Marco Antonio Michel Díaz      |                     | LVI         | 1994 - 1997 |
| Demetrio Sodi de la Tijera     |                     | LVII        | 1997 - 2000 |
| José Tomás Lozano Pardinas     |                     | LVIII       | 2000 - 2003 |
| Agustín Rodríguez Fuentes      |                     | LIX         | 2003 - 2006 |
| José Luis Gutiérrez Calzadilla |                     | LX          | 2006 - 2009 |
| Paz Quiñones Cornejo           |                     | LXI         | 2009 - 2012 |
| José Arturo López Cándido      |                     | LXII        | 2012 - 2015 |
| Paz Quiñones Cornejo           |                     | LXIII       | 2015 - 2018 |

## Resultados electorales

### 2009
|  | 27.30 % |

|  | 16.71 % |

|  | 21.74 % |

|  | 7.94 % |

|  | 9.48 % |

|  | 2.66 % |

|  | 2.05 % |

|  | 0.55 % |

|  | 11.58 % |

|  | 100.00 % |

### 2006
|  | 32.62 % |

|  | 10.93 % |

|  | 45.85 % |

|  | 4.67 % |

|  | 3.93 % |

|  | 1.83 % |

|  | 100.00 % |